# Équipe du pays de Galles de football à la Coupe du monde 2022
Cet article relate le parcours de l’équipe du pays de Galles de football lors de la Coupe du monde de football 2022 organisée au Qatar du 20 novembre au 18 décembre 2022.

## Qualifications

### Groupe E
| Rang | Équipe         | Pts | J | G | N | P | Bp | Bc | Diff |  | Résultats (▼ dom., ► ext.) |     |     |     |     |     |
| ---- | -------------- | --- | - | - | - | - | -- | -- | ---- |  | -------------------------- | --- | --- | --- | --- | --- |
| 1    | Belgique       | 20  | 8 | 6 | 2 | 0 | 25 | 6  | +19  |  | Belgique                   |     | 3-1 | 3-0 | 3-1 | 8-0 |
| 2    | Pays de Galles | 15  | 8 | 4 | 3 | 1 | 14 | 9  | +5   |  | Pays de Galles             | 1-1 |     | 1-0 | 0-0 | 5-1 |
| 3    | Tchéquie       | 14  | 8 | 4 | 2 | 2 | 14 | 9  | +5   |  | Tchéquie                   | 1-1 | 2-2 |     | 2-0 | 1-0 |
| 4    | Estonie        | 4   | 8 | 1 | 1 | 6 | 9  | 21 | -12  |  | Estonie                    | 2-5 | 0-1 | 2-6 |     | 2-0 |
| 5    | Biélorussie    | 3   | 8 | 1 | 0 | 7 | 7  | 24 | -17  |  | Biélorussie                | 0-1 | 2-3 | 0-2 | 4-2 |     |

| 1re journée        | Belgique                                          | 3 - 1                         | Pays de Galles |                                                                   |                                                                   |
| 24 mars 2021 20h45 | De Bruyne 22e · T. Hazard 28e · Lukaku 73e (pen.) | (2 - 1)                       | 10e Wilson     | Stade Den Dreef, Louvain Spectateurs : 0 Arbitrage : Cüneyt Çakır | Stade Den Dreef, Louvain Spectateurs : 0 Arbitrage : Cüneyt Çakır |
| 24 mars 2021 20h45 | T. Hazard 75e                                     | Rapport (FIFA) Rapport (UEFA) |                | Stade Den Dreef, Louvain Spectateurs : 0 Arbitrage : Cüneyt Çakır | Stade Den Dreef, Louvain Spectateurs : 0 Arbitrage : Cüneyt Çakır |

| 3e journée                 | Pays de Galles                  | 1 - 0                         | Tchéquie                |                                                                          |                                                                          |
| 30 mars 2021 20h45 (19h45) | James 82e                       | (0 - 0)                       |                         | Cardiff City Stadium, Cardiff Spectateurs : 0 Arbitrage : Ovidiu Haţegan | Cardiff City Stadium, Cardiff Spectateurs : 0 Arbitrage : Ovidiu Haţegan |
| 30 mars 2021 20h45 (19h45) | Roberts 49e, 77e · Lawrence 54e | Rapport (FIFA) Rapport (UEFA) | 49e Schick · 62e Jankto | Cardiff City Stadium, Cardiff Spectateurs : 0 Arbitrage : Ovidiu Haţegan | Cardiff City Stadium, Cardiff Spectateurs : 0 Arbitrage : Ovidiu Haţegan |

| 5e journée                     | Biélorussie                        | 2 - 3                         | Pays de Galles                  | | |
| 5 septembre 2021 15h00 (16h00) | Lisakovitch 29e (pen.) · Sedko 31e | (2 - 1)                       | 6e (pen.) 69e (pen.) 90+3e Bale | Stade central, Kazan ( Russie) Spectateurs : 0 Arbitrage : Giorgi Kruashvili Arbitre vidéo : Paolo Valeri | Stade central, Kazan ( Russie) Spectateurs : 0 Arbitrage : Giorgi Kruashvili Arbitre vidéo : Paolo Valeri |
| 5 septembre 2021 15h00 (16h00) | Chernik 5e · Bykov 11e             | Rapport (FIFA) Rapport (UEFA) | 28e Gunter                      | Stade central, Kazan ( Russie) Spectateurs : 0 Arbitrage : Giorgi Kruashvili Arbitre vidéo : Paolo Valeri | Stade central, Kazan ( Russie) Spectateurs : 0 Arbitrage : Giorgi Kruashvili Arbitre vidéo : Paolo Valeri |

| 6e journée                     | Pays de Galles | 0 - 0                         | Estonie               | | |
| 8 septembre 2021 20h45 (19h45) |                | (0 - 0)                       |                       | Cardiff City Stadium, Cardiff Spectateurs : 21 624 Arbitrage : Ruddy Buquet Arbitre vidéo : Benoît Millot | Cardiff City Stadium, Cardiff Spectateurs : 21 624 Arbitrage : Ruddy Buquet Arbitre vidéo : Benoît Millot |
| 8 septembre 2021 20h45 (19h45) | Morrell 73e    | Rapport (FIFA) Rapport (UEFA) | 25e Puri · 79e Kreida | Cardiff City Stadium, Cardiff Spectateurs : 21 624 Arbitrage : Ruddy Buquet Arbitre vidéo : Benoît Millot | Cardiff City Stadium, Cardiff Spectateurs : 21 624 Arbitrage : Ruddy Buquet Arbitre vidéo : Benoît Millot |

| 7e journée           | Tchéquie                   | 2 - 2                         | Pays de Galles                       |                                                                                                |                                                                                                |
| 8 octobre 2021 20h45 | Pešek 38e · Ward 49e (csc) | (1 - 1)                       | 36e Ramsey · 69e James               | Eden Aréna, Prague Spectateurs : 16 856 Arbitrage : Deniz Aytekin Arbitre vidéo : Felix Zwayer | Eden Aréna, Prague Spectateurs : 16 856 Arbitrage : Deniz Aytekin Arbitre vidéo : Felix Zwayer |
| 8 octobre 2021 20h45 | Barák 26e · Sadílek 90+1e  | Rapport (FIFA) Rapport (UEFA) | 1e Ramsey · 26e Ampadu · 90+2e Moore | Eden Aréna, Prague Spectateurs : 16 856 Arbitrage : Deniz Aytekin Arbitre vidéo : Felix Zwayer | Eden Aréna, Prague Spectateurs : 16 856 Arbitrage : Deniz Aytekin Arbitre vidéo : Felix Zwayer |

| 8e journée                      | Estonie                       | 0 - 1                                           | Pays de Galles | | |
|                                 |                               | (0 - 1)                                         | 12e Moore      | A. Le Coq Arena, Tallinn Spectateurs : 5 118 Arbitrage : Sandro Schärer Arbitre vidéo : Fedayi San | A. Le Coq Arena, Tallinn Spectateurs : 5 118 Arbitrage : Sandro Schärer Arbitre vidéo : Fedayi San |
| Pikk 24e · Käit 31e · Kuusk 59e | Rapport (FIFA) Rapport (UEFA) | 35e Wilson · 55e Thomas · 64e Moore · 73e Allen |                | A. Le Coq Arena, Tallinn Spectateurs : 5 118 Arbitrage : Sandro Schärer Arbitre vidéo : Fedayi San | A. Le Coq Arena, Tallinn Spectateurs : 5 118 Arbitrage : Sandro Schärer Arbitre vidéo : Fedayi San |

| 9e journée                     | Pays de Galles                                                | 5 - 1                         | Biélorussie                              | | |
| 13 novembre 2021 20h45 (19h45) | Ramsey 3e 50e · N. Williams 20e · B. Davies 77e · Roberts 89e | (2 - 0)                       | 87e Kontsevoy                            | Cardiff City Stadium, Cardiff Spectateurs : 27 152 Arbitrage : Maurizio Mariani Arbitre vidéo : Michael Fabbri | Cardiff City Stadium, Cardiff Spectateurs : 27 152 Arbitrage : Maurizio Mariani Arbitre vidéo : Michael Fabbri |
| 13 novembre 2021 20h45 (19h45) | Ampadu 59e                                                    | Rapport (FIFA) Rapport (UEFA) | 25e Zolotov · 79e Antilevski · 83e Ebong | Cardiff City Stadium, Cardiff Spectateurs : 27 152 Arbitrage : Maurizio Mariani Arbitre vidéo : Michael Fabbri | Cardiff City Stadium, Cardiff Spectateurs : 27 152 Arbitrage : Maurizio Mariani Arbitre vidéo : Michael Fabbri |

| 10e journée                    | Pays de Galles          | 1 - 1                         | Belgique                                          |                                                                                          |                                                                                          |
| 16 novembre 2021 20h45 (19h45) | Moore 32e               | (1 - 1)                       | 12e De Bruyne                                     | Cardiff City Stadium, Cardiff Arbitrage : Artur Soares Dias Arbitre vidéo : Luis Godinho | Cardiff City Stadium, Cardiff Arbitrage : Artur Soares Dias Arbitre vidéo : Luis Godinho |
| 16 novembre 2021 20h45 (19h45) | Morrell 34e · Moore 80e | Rapport (FIFA) Rapport (UEFA) | 71e T. Hazard · 75e Saelemaekers · 82e Dendoncker | Cardiff City Stadium, Cardiff Arbitrage : Artur Soares Dias Arbitre vidéo : Luis Godinho | Cardiff City Stadium, Cardiff Arbitrage : Artur Soares Dias Arbitre vidéo : Luis Godinho |

### Barrages

#### Voie A
|  | Demi-finale            | Demi-finale           | Demi-finale           | Demi-finale           |                |                | Finale               | Finale               | Finale               | Finale               |
|  |                        |                       |                       |                       |                |                |                      |                      |                      |                      |
|  | 24 mars 2022, Cardiff  | 24 mars 2022, Cardiff | 24 mars 2022, Cardiff | 24 mars 2022, Cardiff |                |                | 5 juin 2022, Cardiff | 5 juin 2022, Cardiff | 5 juin 2022, Cardiff | 5 juin 2022, Cardiff |
|  | Pays de Galles         | Pays de Galles        | 2                     | 2                     |                |                | 5 juin 2022, Cardiff | 5 juin 2022, Cardiff | 5 juin 2022, Cardiff | 5 juin 2022, Cardiff |
|  | Pays de Galles         | Pays de Galles        | 2                     | 2                     |                |                | 5 juin 2022, Cardiff | 5 juin 2022, Cardiff | 5 juin 2022, Cardiff | 5 juin 2022, Cardiff |
|  | Autriche               | Autriche              | 1                     | 1                     |                |                | 5 juin 2022, Cardiff | 5 juin 2022, Cardiff | 5 juin 2022, Cardiff | 5 juin 2022, Cardiff |
|  | Autriche               | Autriche              | 1                     | 1                     | Pays de Galles | Pays de Galles | 1                    | 1                    |                      |                      |
|  | 1er juin 2022, Glasgow |                       |                       |                       | Pays de Galles | Pays de Galles | 1                    | 1                    |                      |                      |
|  |                        |                       | Ukraine               | Ukraine               | 0              | 0              |                      |                      |                      |                      |
|  | Écosse                 | Écosse                | Ukraine               | Ukraine               | 0              | 0              | 1                    | 1                    |                      |                      |
|  | Écosse                 | Écosse                |                       |                       |                |                |                      | 1                    |                      |                      |
|  | Ukraine                | Ukraine               | 3                     | 3                     |                |                |                      |                      |                      |                      |
|  | Ukraine                | Ukraine               | 3                     | 3                     |                |                |                      |                      |                      |                      |

##### Demi-finale
| 24 mars 2022          | Pays de Galles | 2 - 1   | Autriche                     | | |
| 20h45 CET (19h45 WET) | Bale 25e 51e   | (1 - 0) | 65e (csc) Davies             | Cardiff City Stadium, Cardiff Spectateurs : 32 053 Arbitrage : Szymon Marciniak Arbitre vidéo : Tomasz Kwiatkowski | Cardiff City Stadium, Cardiff Spectateurs : 32 053 Arbitrage : Szymon Marciniak Arbitre vidéo : Tomasz Kwiatkowski |
| 20h45 CET (19h45 WET) | Wilson 60e     | Rapport | 24e Baumgartner · 88e Lainer | Cardiff City Stadium, Cardiff Spectateurs : 32 053 Arbitrage : Szymon Marciniak Arbitre vidéo : Tomasz Kwiatkowski | Cardiff City Stadium, Cardiff Spectateurs : 32 053 Arbitrage : Szymon Marciniak Arbitre vidéo : Tomasz Kwiatkowski |

##### Finale
| 5 juin 2022             | Pays de Galles       | 1 - 0   | Ukraine                      | | |
| 18h00 CEST (17h00 WEST) | Yarmolenko 34e (csc) | (1 - 0) |                              | Cardiff City Stadium, Cardiff Arbitrage : Antonio Mateu Lahoz Arbitre vidéo : Juan Martínez Munuera | Cardiff City Stadium, Cardiff Arbitrage : Antonio Mateu Lahoz Arbitre vidéo : Juan Martínez Munuera |
| 18h00 CEST (17h00 WEST) | Allen 3e · James 3e  | Rapport | 32e Mykolenko · 90+5e Mudryk | Cardiff City Stadium, Cardiff Arbitrage : Antonio Mateu Lahoz Arbitre vidéo : Juan Martínez Munuera | Cardiff City Stadium, Cardiff Arbitrage : Antonio Mateu Lahoz Arbitre vidéo : Juan Martínez Munuera |

## Préparation

### Matchs de préparation à la Coupe du monde
Liste détaillée des matches du Pays de Galles depuis sa qualification à la Coupe du monde :

#### Ligue des Nations
| 1er match                   | Pologne                      | 2 - 1   | Pays de Galles  | | |
| 1er juin 2022 20h45 (UTC+2) | Kamiński 72e · Świderski 85e | (0 - 0) | 52e J. Williams | Stade municipal de Wrocław, Wrocław Spectateurs : 35 214 Arbitrage : Rade Obrenović Arbitre vidéo : Nejc Kajtazovic | Stade municipal de Wrocław, Wrocław Spectateurs : 35 214 Arbitrage : Rade Obrenović Arbitre vidéo : Nejc Kajtazovic |
| 1er juin 2022 20h45 (UTC+2) | Rapport                      |         |                 | Stade municipal de Wrocław, Wrocław Spectateurs : 35 214 Arbitrage : Rade Obrenović Arbitre vidéo : Nejc Kajtazovic | Stade municipal de Wrocław, Wrocław Spectateurs : 35 214 Arbitrage : Rade Obrenović Arbitre vidéo : Nejc Kajtazovic |

| 2e match                  | Pays de Galles          | 1 - 2   | Pays-Bas                         | | |
| 8 juin 2022 19h45 (UTC+1) | Norrington-Davies 90+2e | (0 - 0) | 50e Koopmeiners · 90+4e Weghorst | Cardiff City Stadium, Cardiff Spectateurs : 23 395 Arbitrage : Glenn Nyberg Arbitre vidéo : Paweł Raczkowski | Cardiff City Stadium, Cardiff Spectateurs : 23 395 Arbitrage : Glenn Nyberg Arbitre vidéo : Paweł Raczkowski |
| 8 juin 2022 19h45 (UTC+1) | Rapport                 |         |                                  | Cardiff City Stadium, Cardiff Spectateurs : 23 395 Arbitrage : Glenn Nyberg Arbitre vidéo : Paweł Raczkowski | Cardiff City Stadium, Cardiff Spectateurs : 23 395 Arbitrage : Glenn Nyberg Arbitre vidéo : Paweł Raczkowski |

| 3e match                   | Pays de Galles | 1 - 1   | Belgique      | | |
| 11 juin 2022 19h45 (UTC+1) | Johnson 86e    | (0 - 0) | 51e Tielemans | Cardiff City Stadium, Cardiff Spectateurs : 27 188 Arbitrage : Benoît Bastien Arbitre vidéo : Benoît Millot | Cardiff City Stadium, Cardiff Spectateurs : 27 188 Arbitrage : Benoît Bastien Arbitre vidéo : Benoît Millot |
| 11 juin 2022 19h45 (UTC+1) | Rapport        |         |               | Cardiff City Stadium, Cardiff Spectateurs : 27 188 Arbitrage : Benoît Bastien Arbitre vidéo : Benoît Millot | Cardiff City Stadium, Cardiff Spectateurs : 27 188 Arbitrage : Benoît Bastien Arbitre vidéo : Benoît Millot |

| 4e match                   | Pays-Bas                           | 3 - 2   | Pays de Galles                  | | |
| 14 juin 2022 20h45 (UTC+2) | Lang 17e · Gakpo 23e · Depay 90+3e | (2 - 1) | 26e Johnson · 90+2e (pen.) Bale | Stade Feijenoord, Rotterdam Spectateurs : 37 247 Arbitrage : Horațiu Feșnic Arbitre vidéo : Maurizio Mariani | Stade Feijenoord, Rotterdam Spectateurs : 37 247 Arbitrage : Horațiu Feșnic Arbitre vidéo : Maurizio Mariani |
| 14 juin 2022 20h45 (UTC+2) | Rapport                            |         |                                 | Stade Feijenoord, Rotterdam Spectateurs : 37 247 Arbitrage : Horațiu Feșnic Arbitre vidéo : Maurizio Mariani | Stade Feijenoord, Rotterdam Spectateurs : 37 247 Arbitrage : Horațiu Feșnic Arbitre vidéo : Maurizio Mariani |

| 5e match                        | Belgique                      | 2 - 1   | Pays de Galles | | |
| 22 septembre 2022 20h45 (UTC+2) | De Bruyne 10e · Batshuayi 37e | (2 - 0) | 50e Moore      | Stade Roi Baudouin, Bruxelles Spectateurs : 28 463 Arbitrage : Ali Palabıyık Arbitre vidéo : Mete Kalkavan | Stade Roi Baudouin, Bruxelles Spectateurs : 28 463 Arbitrage : Ali Palabıyık Arbitre vidéo : Mete Kalkavan |
| 22 septembre 2022 20h45 (UTC+2) | Rapport                       |         |                | Stade Roi Baudouin, Bruxelles Spectateurs : 28 463 Arbitrage : Ali Palabıyık Arbitre vidéo : Mete Kalkavan | Stade Roi Baudouin, Bruxelles Spectateurs : 28 463 Arbitrage : Ali Palabıyık Arbitre vidéo : Mete Kalkavan |

| 6e match                        | Pays de Galles | 0 - 1   | Pologne       | | |
| 25 septembre 2022 19h45 (UTC+1) |                | (0 - 0) | 58e Świderski | Cardiff City Stadium, Cardiff Spectateurs : 31 520 Arbitrage : Andris Treimanis Arbitre vidéo : Paolo Valeri | Cardiff City Stadium, Cardiff Spectateurs : 31 520 Arbitrage : Andris Treimanis Arbitre vidéo : Paolo Valeri |
| 25 septembre 2022 19h45 (UTC+1) | Rapport        |         |               | Cardiff City Stadium, Cardiff Spectateurs : 31 520 Arbitrage : Andris Treimanis Arbitre vidéo : Paolo Valeri | Cardiff City Stadium, Cardiff Spectateurs : 31 520 Arbitrage : Andris Treimanis Arbitre vidéo : Paolo Valeri |

## Effectif
L'effectif du Pays de Galles, est dévoilé le 9 novembre 2022.
| Numéro / Nom       | Numéro / Nom      | Club               | Date de naissance et âge*  | J.              | Buts            |                 |                 |                 |
| Gardiens de but    | Gardiens de but   | Gardiens de but    | Gardiens de but            | Gardiens de but | Gardiens de but | Gardiens de but | Gardiens de but | Gardiens de but |
| ------------------ | ----------------- | ------------------ | -------------------------- | --------------- | --------------- | --------------- | --------------- | --------------- |
| 01                 | Wayne Hennessey   | Nottingham Forest  | 24 janvier 1987 (35 ans)   | 0               | 0               | 0               | 0               | 0               |
| 12                 | Danny Ward        | Leicester City     | 22 juin 1993 (29 ans)      | 0               | 0               | 0               | 0               | 0               |
| 21                 | Adam Davies       | Sheffield United   | 17 juillet 1992 (30 ans)   | 0               | 0               | 0               | 0               | 0               |
| Défenseurs         |                   |                    |                            |                 |                 |                 |                 |                 |
| 02                 | Chris Gunter      | AFC Wimbledon      | 21 juillet 1989 (33 ans)   | 0               | 0               | 0               | 0               | 0               |
| 03                 | Neco Williams     | Nottingham Forest  | 13 avril 2001 (21 ans)     | 0               | 0               | 0               | 0               | 0               |
| 04                 | Ben Davies        | Tottenham Hotspur  | 24 avril 1993 (29 ans)     | 0               | 0               | 0               | 0               | 0               |
| 05                 | Chris Mepham      | AFC Bournemouth    | 5 novembre 1997 (25 ans)   | 0               | 0               | 0               | 0               | 0               |
| 06                 | Joe Rodon         | Stade rennais FC   | 22 octobre 1997 (25 ans)   | 0               | 0               | 0               | 0               | 0               |
| 14                 | Connor Roberts    | Burnley FC         | 23 septembre 1995 (27 ans) | 0               | 0               | 0               | 0               | 0               |
| 15                 | Ethan Ampadu      | Spezia Calcio      | 14 septembre 2000 (22 ans) | 0               | 0               | 0               | 0               | 0               |
| 17                 | Tom Lockyer       | Luton Town         | 30 décembre 1994 (27 ans)  | 0               | 0               | 0               | 0               | 0               |
| 24                 | Ben Cabango       | Swansea City       | 30 mai 2000 (22 ans)       | 0               | 0               | 0               | 0               | 0               |
| 25                 | Rubin Colwill     | Cardiff City       | 27 avril 2002 (20 ans)     | 0               | 0               | 0               | 0               | 0               |
| Milieux de terrain |                   |                    |                            |                 |                 |                 |                 |                 |
| 07                 | Joe Allen         | Swansea City       | 14 mars 1990 (32 ans)      | 0               | 0               | 0               | 0               | 0               |
| 08                 | Harry Wilson      | Fulham FC          | 22 mars 1997 (25 ans)      | 0               | 0               | 0               | 0               | 0               |
| 10                 | Aaron Ramsey      | OGC Nice           | 26 décembre 1990 (31 ans)  | 0               | 0               | 0               | 0               | 0               |
| 16                 | Joe Morrell       | Portsmouth FC      | 3 janvier 1997 (25 ans)    | 0               | 0               | 0               | 0               | 0               |
| 18                 | Jonathan Williams | Swindon Town       | 9 octobre 1993 (29 ans)    | 0               | 0               | 0               | 0               | 0               |
| 22                 | Sorba Thomas      | Huddersfield Town  | 25 janvier 1999 (23 ans)   | 0               | 0               | 0               | 0               | 0               |
| 23                 | Dylan Levitt      | Dundee United      | 17 novembre 2000 (22 ans)  | 0               | 0               | 0               | 0               | 0               |
| 26                 | Matt Smith        | Milton Keynes Dons | 22 novembre 1999 (22 ans)  | 0               | 0               | 0               | 0               | 0               |
| Attaquants         |                   |                    |                            |                 |                 |                 |                 |                 |
| 09                 | Brennan Johnson   | Nottingham Forest  | 23 mai 2001 (21 ans)       | 0               | 0               | 0               | 0               | 0               |
| 11                 | Gareth Bale       | Los Angeles FC     | 16 juillet 1989 (33 ans)   | 0               | 0               | 0               | 0               | 0               |
| 13                 | Kieffer Moore     | AFC Bournemouth    | 8 août 1992 (30 ans)       | 0               | 0               | 0               | 0               | 0               |
| 19                 | Mark Harris       | Cardiff City       | 29 décembre 1998 (23 ans)  | 0               | 0               | 0               | 0               | 0               |
| 20                 | Daniel James      | Fulham FC          | 10 novembre 1997 (25 ans)  | 0               | 0               | 0               | 0               | 0               |
| Sélectionneur      |                   |                    |                            |                 |                 |                 |                 |                 |
|                    | Rob Page          |                    | 3 septembre 1974 (48 ans)  |                 |                 |                 |                 |                 |

* NB : Les âges sont calculés au début de la Coupe du monde 2022, le 20 novembre 2022.

## Compétition

### Format et tirage au sort
Le tirage au sort de la Coupe du monde a lieu le vendredi 1er avril 2022 au Centre des expositions à Doha. C’est le classement de mars qui est pris en compte, la sélection se classe 18e du classement FIFA, et est placée dans le chapeau 4 étant une équipe barragiste.

### Premier tour - Groupe B
|   | Équipe         | Pts | J | G | N | P | Bp | Bc | Diff |
| 1 | Angleterre     | 7   | 3 | 2 | 1 | 0 | 9  | 2  | +7   |
| 2 | États-Unis     | 5   | 3 | 1 | 2 | 0 | 2  | 1  | +1   |
| 3 | Iran           | 3   | 3 | 1 | 0 | 2 | 4  | 7  | -3   |
| 4 | Pays de Galles | 1   | 3 | 0 | 1 | 2 | 1  | 6  | -5   |

| 3  | 21 novembre 2022 | Angleterre     | 6 - 2 | Iran           |
| 4  | 21 novembre 2022 | États-Unis     | 1 - 1 | Pays de Galles |
| 17 | 25 novembre 2022 | Pays de Galles | 0 - 2 | Iran           |
| 20 | 25 novembre 2022 | Angleterre     | 0 - 0 | États-Unis     |
| 33 | 29 novembre 2022 | Pays de Galles | 0 - 3 | Angleterre     |
| 34 | 29 novembre 2022 | Iran           | 0 - 1 | États-Unis     |

#### États-Unis - Pays de Galles
| Match 4                                                      | États-Unis          | 1 - 1   | Pays de Galles  | Stade Ahmad-ben-Ali, Al-Rayyan                                                          |                                                                                         |
| 21 novembre 2022 · 22:00 (UTC+3) · Historique des rencontres | ( Pulisic) Weah 36e | (1 - 0) | 82e (pen.) Bale | Spectateurs : 43 418 Arbitrage : Abdulrahman Al-Jassim Arbitre vidéo : Abdulla Al-Marri | Spectateurs : 43 418 Arbitrage : Abdulrahman Al-Jassim Arbitre vidéo : Abdulla Al-Marri |
| 21 novembre 2022 · 22:00 (UTC+3) · Historique des rencontres | Rapport             |         |                 | Spectateurs : 43 418 Arbitrage : Abdulrahman Al-Jassim Arbitre vidéo : Abdulla Al-Marri | Spectateurs : 43 418 Arbitrage : Abdulrahman Al-Jassim Arbitre vidéo : Abdulla Al-Marri |

| États-Unis | Pays de Galles |

| ÉTATS-UNIS :    |    |                   |        |     |
|                 |    |                   |        |     |
| Gardien de but  | 01 | Matt Turner       |        |     |
|                 | 05 | Antonee Robinson  |        |     |
|                 | 03 | Walker Zimmerman  |        |     |
|                 | 13 | Tim Ream          | 51e    |     |
|                 | 02 | Sergiño Dest      | 11e    | 74e |
|                 | 06 | Yunus Musah       |        | 74e |
|                 | 04 | Tyler Adams       |        |     |
|                 | 08 | Weston McKennie   | 13e    | 66e |
|                 | 24 | Josh Sargent      |        | 74e |
|                 | 21 | Timothy Weah      |        | 88e |
|                 | 10 | Christian Pulisic |        |     |
| Remplaçants :   |    |                   |        |     |
|                 | 11 | Brenden Aaronson  |        | 66e |
|                 | 22 | DeAndre Yedlin    |        | 74e |
|                 | 23 | Kellyn Acosta     | 90+10e | 74e |
|                 | 19 | Haji Wright       |        | 74e |
|                 | 16 | Jordan Morris     |        | 88e |
| Sélectionneur : |    |                   |        |     |
| Gregg Berhalter |    |                   |        |     |

| PAYS DE GALLES : |    |                 |       |       |
|                  |    |                 |       |       |
| Gardien de but   | 01 | Wayne Hennessey |       |       |
|                  | 04 | Ben Davies      |       |       |
|                  | 06 | Joe Rodon       |       |       |
|                  | 05 | Chris Mepham    | 45+2e |       |
|                  | 03 | Neco Williams   |       | 79e   |
|                  | 10 | Aaron Ramsey    |       |       |
|                  | 15 | Ethan Ampadu    |       | 90+5e |
|                  | 14 | Connor Roberts  |       |       |
|                  | 20 | Daniel James    |       | 46e   |
|                  | 11 | Gareth Bale     | 40e   |       |
|                  | 08 | Harry Wilson    |       | 90+3e |
| Remplaçants :    |    |                 |       |       |
|                  | 13 | Kieffer Moore   |       | 46e   |
|                  | 09 | Brennan Johnson |       | 79e   |
|                  | 22 | Sorba Thomas    |       | 90+3e |
|                  | 16 | Joe Morrell     |       | 90+5e |
| Sélectionneur :  |    |                 |       |       |
| Rob Page         |    |                 |       |       |

| Assistants : Taleb Al-Marri Saud Al-Maqaleh Quatrième arbitre : Ma Ning Assistants arbitre vidéo : Rédouane Jiyed Mokrane Gourari Adil Zourak Homme du Match : Gareth Bale |

#### Pays de Galles - Iran
| Match 17                                                     | Pays de Galles | 0 - 2   | Iran                                      | Stade Ahmad-ben-Ali, Al Rayyan                                              |                                                                             |
| 25 novembre 2022 · 13:00 (UTC+3) · Historique des rencontres |                | (0 - 0) | 90+8e Cheshmi · 90+11e Rezaeian (Taremi ) | Spectateurs : 40 875 Arbitrage : Mario Escobar Arbitre vidéo : Drew Fischer | Spectateurs : 40 875 Arbitrage : Mario Escobar Arbitre vidéo : Drew Fischer |
| 25 novembre 2022 · 13:00 (UTC+3) · Historique des rencontres | Rapport        |         |                                           | Spectateurs : 40 875 Arbitrage : Mario Escobar Arbitre vidéo : Drew Fischer | Spectateurs : 40 875 Arbitrage : Mario Escobar Arbitre vidéo : Drew Fischer |

| Pays de Galles | Iran |

| PAYS DE GALLES : |    |                 |       |     |
|                  |    |                 |       |     |
| Gardien de but   | 01 | Wayne Hennessey | 86e   |     |
|                  | 04 | Ben Davies      |       |     |
|                  | 06 | Joe Rodon       | 45+3e |     |
|                  | 05 | Chris Mepham    |       |     |
|                  | 03 | Neco Williams   |       |     |
|                  | 10 | Aaron Ramsey    |       | 87e |
|                  | 15 | Ethan Ampadu    |       | 77e |
|                  | 14 | Connor Roberts  |       | 57e |
|                  | 08 | Harry Wilson    |       | 58e |
|                  | 13 | Kieffer Moore   |       |     |
|                  | 11 | Gareth Bale     |       |     |
| Remplaçants :    |    |                 |       |     |
|                  | 09 | Brennan Johnson |       | 57e |
|                  | 20 | Daniel James    |       | 57e |
|                  | 07 | Joe Allen       |       | 77e |
| Gardien de but   | 12 | Danny Ward      |       | 87e |
| Sélectionneur :  |    |                 |       |     |
| Rob Page         |    |                 |       |     |

| IRAN :          |    |                      |       |     |
|                 |    |                      |       |     |
| Gardien de but  | 24 | Hossein Hosseini     |       |     |
|                 | 05 | Milad Mohammadi      |       |     |
|                 | 19 | Majid Hosseini       |       |     |
|                 | 08 | Morteza Pouraliganji |       |     |
|                 | 23 | Ramin Rezaeian       | 90+5e |     |
|                 | 03 | Ehsan Hajsafi        |       | 77e |
|                 | 06 | Saeid Ezatolahi      |       | 83e |
|                 | 21 | Ahmad Nourollahi     |       | 77e |
|                 | 17 | Ali Gholizadeh       |       | 77e |
|                 | 09 | Mehdi Taremi         |       |     |
|                 | 20 | Sardar Azmoun        |       | 68e |
| Remplaçants :   |    |                      |       |     |
|                 | 10 | Karim Ansarifard     |       | 68e |
|                 | 16 | Mehdi Torabi         |       | 77e |
|                 | 07 | Alireza Jahanbakhsh  | 90+5e | 77e |
|                 | 15 | Rouzbeh Cheshmi      |       | 77e |
|                 | 18 | Ali Karimi           |       | 83e |
| Sélectionneur : |    |                      |       |     |
| Carlos Queiroz  |    |                      |       |     |

| Assistants : Caleb Wales Juan Carlos Mora Quatrième arbitre : Maguette Ndiaye Assistants arbitre vidéo : Fernando Guerrero Nicolás Taran Adil Zourak Homme du Match : Rouzbeh Cheshmi |

#### Pays de Galles - Angleterre
| Match 33                                                     | Pays de Galles | 0 - 3   | Angleterre                                                  | Stade Ahmad-ben-Ali, Al Rayyan                                             |                                                                            |
| 29 novembre 2022 · 22:00 (UTC+3) · Historique des rencontres |                | (0 - 0) | 50e Rashford · 52e Foden (Kane ) · 68e Rashford (Phillips ) | Spectateurs : 44 297 Arbitrage : Slavko Vinčić Arbitre vidéo : Marco Fritz | Spectateurs : 44 297 Arbitrage : Slavko Vinčić Arbitre vidéo : Marco Fritz |
| 29 novembre 2022 · 22:00 (UTC+3) · Historique des rencontres | Rapport        |         |                                                             | Spectateurs : 44 297 Arbitrage : Slavko Vinčić Arbitre vidéo : Marco Fritz | Spectateurs : 44 297 Arbitrage : Slavko Vinčić Arbitre vidéo : Marco Fritz |

| Pays de Galles | Angleterre |

| PAYS DE GALLES : |    |                 |     |     |
|                  |    |                 |     |     |
| Gardien de but   | 12 | Danny Ward      |     |     |
|                  | 04 | Ben Davies      |     | 57e |
|                  | 06 | Joe Rodon       |     |     |
|                  | 05 | Chris Mepham    |     |     |
|                  | 03 | Neco Williams   |     | 36e |
|                  | 07 | Joe Allen       |     | 81e |
|                  | 15 | Ethan Ampadu    |     |     |
|                  | 20 | Daniel James    | 29e | 77e |
|                  | 10 | Aaron Ramsey    | 61e |     |
|                  | 11 | Gareth Bale     |     | 46e |
|                  | 13 | Kieffer Moore   |     |     |
| Remplaçants :    |    |                 |     |     |
|                  | 14 | Connor Roberts  |     | 36e |
|                  | 09 | Brennan Johnson |     | 46e |
|                  | 16 | Joe Morrell     |     | 57e |
|                  | 08 | Harry Wilson    |     | 77e |
|                  | 25 | Rubin Colwill   |     | 81e |
| Sélectionneur :  |    |                 |     |     |
| Rob Page         |    |                 |     |     |

| ANGLETERRE :     |    |                        |  |     |
|                  |    |                        |  |     |
| Gardien de but   | 01 | Jordan Pickford        |  |     |
|                  | 03 | Luke Shaw              |  | 65e |
|                  | 06 | Harry Maguire          |  |     |
|                  | 05 | John Stones            |  |     |
|                  | 02 | Kyle Walker            |  | 57e |
|                  | 04 | Declan Rice            |  | 57e |
|                  | 08 | Jordan Henderson       |  |     |
|                  | 20 | Phil Foden             |  |     |
|                  | 22 | Jude Bellingham        |  |     |
|                  | 11 | Marcus Rashford        |  | 75e |
|                  | 09 | Harry Kane             |  | 57e |
| Remplaçants :    |    |                        |  |     |
|                  | 18 | Trent Alexander-Arnold |  | 57e |
|                  | 24 | Callum Wilson          |  | 57e |
|                  | 14 | Kalvin Phillips        |  | 57e |
|                  | 12 | Kieran Trippier        |  | 65e |
|                  | 07 | Jack Grealish          |  | 75e |
| Sélectionneur :  |    |                        |  |     |
| Gareth Southgate |    |                        |  |     |

| Assistants : Tomaž Klančnik Andraz Kovacic Quatrième arbitre : Yoshimi Yamashita Assistants arbitre vidéo : Paolo Valeri Pawel Sokolnicki Bastian Dankert Homme du Match : Marcus Rashford |

## Statistiques

### Temps de jeu
| Joueur                   | |    |    | TT | But inscrit | Passe décisive | MJ | MT | Légende |
| ------------------------ | --- | -- | -- | -- | ----------- | -------------- | -- | -- | ------- |
| Gardiens                 | Abréviations et symboles : · TT : Total de minutes jouées · MJ : Nombre de matchs joués · MT : Matchs joués en tant que titulaire · : but · : passe décisive · : joueur entré · : joueur remplacé · : capitaine · : carton jaune · : carton rouge · |    |    |    |             |                |    |    |         |
| Adam Davies              | Abréviations et symboles : · TT : Total de minutes jouées · MJ : Nombre de matchs joués · MT : Matchs joués en tant que titulaire · : but · : passe décisive · : joueur entré · : joueur remplacé · : capitaine · : carton jaune · : carton rouge · | -  | -  | -  | -           | -              | -  | -  | -       |
| Wayne Hennessey          | Abréviations et symboles : · TT : Total de minutes jouées · MJ : Nombre de matchs joués · MT : Matchs joués en tant que titulaire · : but · : passe décisive · : joueur entré · : joueur remplacé · : capitaine · : carton jaune · : carton rouge · | 90 | 86 | -  | 176         | -              | -  | 2  | 2       |
| Danny Ward               | Abréviations et symboles : · TT : Total de minutes jouées · MJ : Nombre de matchs joués · MT : Matchs joués en tant que titulaire · : but · : passe décisive · : joueur entré · : joueur remplacé · : capitaine · : carton jaune · : carton rouge · | -  | 4  | 90 | 94          | -              | -  | 2  | 1       |
| Défenseurs               | Abréviations et symboles : · TT : Total de minutes jouées · MJ : Nombre de matchs joués · MT : Matchs joués en tant que titulaire · : but · : passe décisive · : joueur entré · : joueur remplacé · : capitaine · : carton jaune · : carton rouge · |    |    |    |             |                |    |    |         |
| Ethan Ampadu             | Abréviations et symboles : · TT : Total de minutes jouées · MJ : Nombre de matchs joués · MT : Matchs joués en tant que titulaire · : but · : passe décisive · : joueur entré · : joueur remplacé · : capitaine · : carton jaune · : carton rouge · | 90 | 77 | 90 | 257         | -              | -  | 3  | 3       |
| Ben Cabango              | Abréviations et symboles : · TT : Total de minutes jouées · MJ : Nombre de matchs joués · MT : Matchs joués en tant que titulaire · : but · : passe décisive · : joueur entré · : joueur remplacé · : capitaine · : carton jaune · : carton rouge · | -  | -  | -  | -           | -              | -  | -  | -       |
| Rubin Colwill            | Abréviations et symboles : · TT : Total de minutes jouées · MJ : Nombre de matchs joués · MT : Matchs joués en tant que titulaire · : but · : passe décisive · : joueur entré · : joueur remplacé · : capitaine · : carton jaune · : carton rouge · | -  | -  | 9  | 9           | -              | -  | 1  | -       |
| Ben Davies               | Abréviations et symboles : · TT : Total de minutes jouées · MJ : Nombre de matchs joués · MT : Matchs joués en tant que titulaire · : but · : passe décisive · : joueur entré · : joueur remplacé · : capitaine · : carton jaune · : carton rouge · | 90 | 90 | 57 | 237         | -              | -  | 3  | 3       |
| Chris Gunter             | Abréviations et symboles : · TT : Total de minutes jouées · MJ : Nombre de matchs joués · MT : Matchs joués en tant que titulaire · : but · : passe décisive · : joueur entré · : joueur remplacé · : capitaine · : carton jaune · : carton rouge · | -  | -  | -  | -           | -              | -  | -  | -       |
| Tom Lockyer              | Abréviations et symboles : · TT : Total de minutes jouées · MJ : Nombre de matchs joués · MT : Matchs joués en tant que titulaire · : but · : passe décisive · : joueur entré · : joueur remplacé · : capitaine · : carton jaune · : carton rouge · | -  | -  | -  | -           | -              | -  | -  | -       |
| Chris Mepham             | Abréviations et symboles : · TT : Total de minutes jouées · MJ : Nombre de matchs joués · MT : Matchs joués en tant que titulaire · : but · : passe décisive · : joueur entré · : joueur remplacé · : capitaine · : carton jaune · : carton rouge · | 90 | 90 | 90 | 270         | -              | -  | 3  | 3       |
| Connor Roberts           | Abréviations et symboles : · TT : Total de minutes jouées · MJ : Nombre de matchs joués · MT : Matchs joués en tant que titulaire · : but · : passe décisive · : joueur entré · : joueur remplacé · : capitaine · : carton jaune · : carton rouge · | 90 | 57 | 54 | 201         | -              | -  | 3  | 2       |
| Joe Rodon                | Abréviations et symboles : · TT : Total de minutes jouées · MJ : Nombre de matchs joués · MT : Matchs joués en tant que titulaire · : but · : passe décisive · : joueur entré · : joueur remplacé · : capitaine · : carton jaune · : carton rouge · | 90 | 90 | 90 | 270         | -              | -  | 3  | 3       |
| Neco Williams            | Abréviations et symboles : · TT : Total de minutes jouées · MJ : Nombre de matchs joués · MT : Matchs joués en tant que titulaire · : but · : passe décisive · : joueur entré · : joueur remplacé · : capitaine · : carton jaune · : carton rouge · | 79 | 90 | 36 | 205         | -              | -  | 3  | 3       |
| Milieux                  | Abréviations et symboles : · TT : Total de minutes jouées · MJ : Nombre de matchs joués · MT : Matchs joués en tant que titulaire · : but · : passe décisive · : joueur entré · : joueur remplacé · : capitaine · : carton jaune · : carton rouge · |    |    |    |             |                |    |    |         |
| Joe Allen                | Abréviations et symboles : · TT : Total de minutes jouées · MJ : Nombre de matchs joués · MT : Matchs joués en tant que titulaire · : but · : passe décisive · : joueur entré · : joueur remplacé · : capitaine · : carton jaune · : carton rouge · | -  | 13 | 81 | 94          | -              | -  | 2  | 1       |
| Dylan Levitt             | Abréviations et symboles : · TT : Total de minutes jouées · MJ : Nombre de matchs joués · MT : Matchs joués en tant que titulaire · : but · : passe décisive · : joueur entré · : joueur remplacé · : capitaine · : carton jaune · : carton rouge · | -  | -  | -  | -           | -              | -  | -  | -       |
| Joe Morrell              | Abréviations et symboles : · TT : Total de minutes jouées · MJ : Nombre de matchs joués · MT : Matchs joués en tant que titulaire · : but · : passe décisive · : joueur entré · : joueur remplacé · : capitaine · : carton jaune · : carton rouge · | 0  | -  | 33 | 33          | -              | -  | 2  | -       |
| Aaron Ramsey             | Abréviations et symboles : · TT : Total de minutes jouées · MJ : Nombre de matchs joués · MT : Matchs joués en tant que titulaire · : but · : passe décisive · : joueur entré · : joueur remplacé · : capitaine · : carton jaune · : carton rouge · | 90 | 87 | 90 | 267         | -              | -  | 3  | 3       |
| Matt Smith               | Abréviations et symboles : · TT : Total de minutes jouées · MJ : Nombre de matchs joués · MT : Matchs joués en tant que titulaire · : but · : passe décisive · : joueur entré · : joueur remplacé · : capitaine · : carton jaune · : carton rouge · | -  | -  | -  | -           | -              | -  | -  | -       |
| Sorba Thomas             | Abréviations et symboles : · TT : Total de minutes jouées · MJ : Nombre de matchs joués · MT : Matchs joués en tant que titulaire · : but · : passe décisive · : joueur entré · : joueur remplacé · : capitaine · : carton jaune · : carton rouge · | 0  | -  | -  | 0           | -              | -  | 1  | -       |
| Jonathan Williams        | Abréviations et symboles : · TT : Total de minutes jouées · MJ : Nombre de matchs joués · MT : Matchs joués en tant que titulaire · : but · : passe décisive · : joueur entré · : joueur remplacé · : capitaine · : carton jaune · : carton rouge · | -  | -  | -  | -           | -              | -  | -  | -       |
| Harry Wilson             | Abréviations et symboles : · TT : Total de minutes jouées · MJ : Nombre de matchs joués · MT : Matchs joués en tant que titulaire · : but · : passe décisive · : joueur entré · : joueur remplacé · : capitaine · : carton jaune · : carton rouge · | 90 | 58 | 13 | 161         | -              | -  | 3  | 2       |
| Attaquants               | Abréviations et symboles : · TT : Total de minutes jouées · MJ : Nombre de matchs joués · MT : Matchs joués en tant que titulaire · : but · : passe décisive · : joueur entré · : joueur remplacé · : capitaine · : carton jaune · : carton rouge · |    |    |    |             |                |    |    |         |
| Gareth Bale              | Abréviations et symboles : · TT : Total de minutes jouées · MJ : Nombre de matchs joués · MT : Matchs joués en tant que titulaire · : but · : passe décisive · : joueur entré · : joueur remplacé · : capitaine · : carton jaune · : carton rouge · | 90 | 90 | 46 | 226         | 1              | -  | 3  | 3       |
| Mark Harris              | Abréviations et symboles : · TT : Total de minutes jouées · MJ : Nombre de matchs joués · MT : Matchs joués en tant que titulaire · : but · : passe décisive · : joueur entré · : joueur remplacé · : capitaine · : carton jaune · : carton rouge · | -  | -  | -  | -           | -              | -  | -  | -       |
| Daniel James             | Abréviations et symboles : · TT : Total de minutes jouées · MJ : Nombre de matchs joués · MT : Matchs joués en tant que titulaire · : but · : passe décisive · : joueur entré · : joueur remplacé · : capitaine · : carton jaune · : carton rouge · | 46 | 33 | 77 | 156         | -              | -  | 3  | 2       |
| Brennan Johnson          | Abréviations et symboles : · TT : Total de minutes jouées · MJ : Nombre de matchs joués · MT : Matchs joués en tant que titulaire · : but · : passe décisive · : joueur entré · : joueur remplacé · : capitaine · : carton jaune · : carton rouge · | 11 | 33 | 44 | 88          | -              | -  | 3  | -       |
| Kieffer Moore            | Abréviations et symboles : · TT : Total de minutes jouées · MJ : Nombre de matchs joués · MT : Matchs joués en tant que titulaire · : but · : passe décisive · : joueur entré · : joueur remplacé · : capitaine · : carton jaune · : carton rouge · | 44 | 90 | 90 | 224         | -              | -  | 3  | 2       |
| Total                    | Abréviations et symboles : · TT : Total de minutes jouées · MJ : Nombre de matchs joués · MT : Matchs joués en tant que titulaire · : but · : passe décisive · : joueur entré · : joueur remplacé · : capitaine · : carton jaune · : carton rouge · |    |    |    |             |                |    |    |         |
| Équipe du pays de Galles | Abréviations et symboles : · TT : Total de minutes jouées · MJ : Nombre de matchs joués · MT : Matchs joués en tant que titulaire · : but · : passe décisive · : joueur entré · : joueur remplacé · : capitaine · : carton jaune · : carton rouge · | 90 | 90 | 90 | 270         | 1              | -  | 3  | -       |

| Buts | Joueurs     | Adversaires |
| ---- | ----------- | ----------- |
| 1    | Gareth Bale | États-Unis  |

| 0 |